# Liste des polissoirs de France protégés aux monuments historiques
Cet article recense les polissoirs de France classés ou inscrits aux monuments historiques.

## Statistiques
Selon la base Mérimée, 66 protections concernent des polissoirs.

## Liste
| Monument                                 | Département       | Commune               | Adresse | Coordonnées                         | Notice         | Protection | Date | Illustration                          |
| ---------------------------------------- | ----------------- | --------------------- | ------- | ----------------------------------- | -------------- | ---------- | ---- | ------------------------------------- |
| Polissoirs de la Pointe des Roches       | Aisne             | Berzy-le-Sec          |         | 49° 19′ 25″ nord, 3° 18′ 37″ est    | « PA00115530 » | classé     | 1987 | Image manquante Téléverser            |
| Polissoir de Mézy-Moulins                | Aisne             | Mézy-Moulins          |         | 49° 03′ 27″ nord, 3° 31′ 48″ est    | « PA00115814 » | classé     | 1987 | Polissoir de Mézy-Moulins             |
| Polissoir de Neuilly-Saint-Front         | Aisne             | Neuilly-Saint-Front   |         | 49° 09′ 56″ nord, 3° 15′ 55″ est    | « PA00115842 » | classé     | 1987 | Polissoir de Neuilly-Saint-Front      |
| Polissoir de la Pierre aux dix doigts    | Aube              | Villemaur-sur-Vanne   |         | 48° 15′ 16″ nord, 3° 41′ 57″ est    | « PA00125381 » | inscrit    | 1987 | Polissoir de la Pierre aux dix doigts |
| Polissoirs de Poussendre                 | Calvados          | Bons-Tassilly         |         | 48° 58′ 09″ nord, 0° 13′ 25″ ouest  | « PA00111107 » | inscrit    | 1987 | Polissoirs de Poussendre              |
| Polissoirs de Poussendre                 | Calvados          | Bons-Tassilly         |         | 48° 58′ 10″ nord, 0° 13′ 25″ ouest  | « PA00111108 » | inscrit    | 1987 | Polissoirs de Poussendre              |
| Polissoir de Saintes                     | Charente-Maritime | Saintes               |         | 45° 44′ 47″ nord, 0° 37′ 14″ ouest  | « PA00105260 » | classé     | 1987 | Image manquante Téléverser            |
| Polissoir du Petit Runio                 | Côtes-d'Armor     | Plouagat              |         | 48° 30′ 30″ nord, 3° 00′ 27″ ouest  | « PA00089451 » | classé     | 1987 | Polissoir du Petit Runio              |
| Polissoir de Mauléon                     | Deux-Sèvres       | Mauléon               |         | à géolocaliser                      | « PA00101260 » | classé     | 1987 | Image manquante Téléverser            |
| Polissoir des Justices                   | Dordogne          | Mauzens-et-Miremont   |         | 44° 59′ 34″ nord, 0° 56′ 00″ est    | « PA00082640 » | classé     | 1987 | Image manquante Téléverser            |
| Polissoir du Puy Sauvage                 | Essonne           | Baulne                |         | 48° 29′ 11″ nord, 2° 24′ 01″ est    | « PA00087812 » | inscrit    | 1987 | Image manquante Téléverser            |
| Polissoir de Grimery                     | Essonne           | Buno-Bonnevaux        |         | 48° 21′ 14″ nord, 2° 24′ 40″ est    | « PA00087845 » | inscrit    | 1987 | Polissoir de Grimery                  |
| Polissoir des Sept coups d'épée          | Essonne           | Buno-Bonnevaux        |         | 48° 21′ 36″ nord, 2° 23′ 19″ est    | « PA00087846 » | classé     | 1987 | Polissoir des Sept coups d'épée       |
| Roche Grénolée                           | Essonne           | Moigny-sur-École      |         | 48° 26′ 21″ nord, 2° 26′ 38″ est    | « PA00087964 » | classé     | 1987 | Roche Grénolée                        |
| Polissoir de la Petite-Garenne           | Essonne           | Morigny-Champigny     |         | 48° 27′ 28″ nord, 2° 11′ 18″ est    | « PA00087977 » | classé     | 1987 | Polissoir de la Petite-Garenne        |
| Polissoirs du Bois de la Briche          | Essonne           | Souzy-la-Briche       |         | 48° 32′ 07″ nord, 2° 10′ 00″ est    | « PA00088021 » | classé     | 1987 | Polissoirs du Bois de la Briche       |
| Polissoir du Bois de la Guigneraie       | Essonne           | Souzy-la-Briche       |         | 48° 31′ 03″ nord, 2° 08′ 51″ est    | « PA00088022 » | classé     | 1987 | Polissoir du Bois de la Guigneraie    |
| Polissoir du Bois de la Charmille        | Essonne           | Villeconin            |         | 48° 31′ 06″ nord, 2° 08′ 50″ est    | « PA00088038 » | classé     | 1987 | Polissoir du Bois de la Charmille     |
| Polissoirs d'Abondant                    | Eure-et-Loir      | Abondant              |         | 48° 49′ 07″ nord, 1° 22′ 25″ est    | « PA00096952 » | classé     | 1987 | Polissoirs d'Abondant                 |
| Polissoir Pinte de Saint-Martin          | Eure-et-Loir      | Corancez              |         | 48° 21′ 21″ nord, 1° 31′ 24″ est    | « PA00097081 » | classé     | 1987 | Polissoir Pinte de Saint-Martin       |
| Polissoir des Griffes du Diable          | Eure-et-Loir      | Courtalain            |         | 48° 05′ 22″ nord, 1° 07′ 21″ est    | « PA00097087 » | inscrit    | 1987 | Polissoir des Griffes du Diable       |
| Polissoir de Sorel-Moussel               | Eure-et-Loir      | Sorel-Moussel         |         | 48° 49′ 04″ nord, 1° 21′ 31″ est    | « PA00097216 » | inscrit    | 1987 | Polissoir de Sorel-Moussel            |
| Polissoirs de la rivière La Ramée        | Guadeloupe        | Sainte-Rose           |         | à géolocaliser                      | « PA97100051 » | inscrit    | 1987 | Image manquante Téléverser            |
| Polissoirs de l'Anse des Galets          | Guadeloupe        | Trois-Rivières        |         | 15° 58′ 21″ nord, 61° 37′ 34″ ouest | « PA97100014 » | classé     | 1987 | Image manquante Téléverser            |
| Polissoirs de la rivière du Petit Carbet | Guadeloupe        | Trois-Rivières        |         | 15° 58′ 50″ nord, 61° 38′ 13″ ouest | « PA97100048 » | inscrit    | 1987 | Image manquante Téléverser            |
| Roche Crabe                              | Guyane            | Camopi                |         | 2° 44′ 04″ nord, 52° 42′ 58″ ouest  | « PA97300009 » | inscrit    | 1987 | Image manquante Téléverser            |
| Abri de l'Inselberg Susky                | Guyane            | Maripasoula           |         | 2° 34′ 34″ nord, 54° 13′ 41″ ouest  | « PA97300012 » | inscrit    | 1987 | Image manquante Téléverser            |
| Polissoirs de l'APCAT                    | Guyane            | Remire-Montjoly       |         | 4° 53′ 42″ nord, 52° 15′ 29″ ouest  | « PA97300006 » | inscrit    | 1987 | Image manquante Téléverser            |
| Polissoirs de Montravel                  | Guyane            | Remire-Montjoly       |         | 4° 54′ 31″ nord, 52° 15′ 34″ ouest  | « PA97300008 » | inscrit    | 1987 | Image manquante Téléverser            |
| Polissoirs de Roche Caïa                 | Guyane            | Remire-Montjoly       |         | 4° 53′ 36″ nord, 52° 15′ 18″ ouest  | « PA97300005 » | inscrit    | 1987 | Image manquante Téléverser            |
| Polissoirs de la Roche Piaie             | Guyane            | Remire-Montjoly       |         | 4° 54′ 11″ nord, 52° 15′ 46″ ouest  | « PA97300007 » | inscrit    | 1987 | Image manquante Téléverser            |
| Poulvan de Séjotte                       | Haute-Vienne      | Saint-Léger-Magnazeix |         | 46° 15′ 38″ nord, 1° 12′ 50″ est    | « PA00100465 » | classé     | 1987 | Poulvan de Séjotte                    |
| Polissoir de Ferrière-Larçon             | Indre-et-Loire    | Ferrière-Larçon       |         | à géolocaliser                      | « PA00097757 » | classé     | 1987 | Polissoir de Ferrière-Larçon          |
| Pierre Saint-Martin                      | Indre-et-Loire    | Luzillé               |         | 47° 15′ 18″ nord, 1° 02′ 58″ est    | « PA00097854 » | classé     | 1987 | Pierre Saint-Martin                   |
| Pierre Rirette                           | Indre-et-Loire    | Le Petit-Pressigny    |         | à géolocaliser                      | « PA00097914 » | classé     | 1987 | Image manquante Téléverser            |
| Pierre Cochée                            | Loir-et-Cher      | Droué                 |         | 48° 02′ 02″ nord, 1° 05′ 30″ est    | « PA00098431 » | classé     | 1987 | Pierre Cochée                         |
| Polissoir des Hauts-de-Bretagne          | Loir-et-Cher      | Huisseau-en-Beauce    |         | 47° 43′ 23″ nord, 1° 00′ 32″ est    | « PA00098453 » | classé     | 1987 | Image manquante Téléverser            |
| Polissoirs de Mondétour                  | Loir-et-Cher      | Naveil                |         | 47° 46′ 29″ nord, 1° 01′ 21″ est    | « PA00098527 » | classé     | 1987 | Polissoirs de Mondétour               |
| Polissoir du Petit-Fontenail             | Loir-et-Cher      | Nourray               |         | 47° 43′ 03″ nord, 1° 03′ 32″ est    | « PA00098535 » | classé     | 1987 | Image manquante Téléverser            |
| Polissoir du Val d'Avril                 | Loir-et-Cher      | Tripleville           |         | 47° 56′ 37″ nord, 1° 28′ 49″ est    | « PA00098626 » | classé     | 1987 | Polissoir du Val d'Avril              |
| Polissoirs de Coinche                    | Loiret            | Chantecoq             |         | 48° 03′ 54″ nord, 2° 58′ 35″ est    | « PA00098731 » | classé     | 1987 | Image manquante Téléverser            |
| Polissoir des Davaux                     | Loiret            | La Selle-sur-le-Bied  |         | 48° 06′ 25″ nord, 2° 54′ 07″ est    | « PA00099021 » | inscrit    | 1987 | Image manquante Téléverser            |
| Polissoir de la Grouas                   | Maine-et-Loire    | Martigné-Briand       |         | 47° 13′ 58″ nord, 0° 29′ 07″ ouest  | « PA00109175 » | inscrit    | 1987 | Polissoir de la Grouas                |
| Pierre Saint-Martin                      | Manche            | Saint-Cyr-du-Bailleul |         | 48° 34′ 07″ nord, 0° 47′ 09″ ouest  | « PA00110566 » | classé     | 1987 | Pierre Saint-Martin                   |
| Pierre Saint-Benoit                      | Manche            | Saint-James           |         | 48° 32′ 03″ nord, 1° 19′ 07″ ouest  | « PA00110578 » | classé     | 1987 | Pierre Saint-Benoit                   |
| Pierre Saint-Guillaume                   | Mayenne           | Montenay              |         | 48° 17′ 02″ nord, 0° 51′ 17″ ouest  | « PA00109566 » | classé     | 1987 | Pierre Saint-Guillaume                |
| Polissoir de Féchain                     | Nord              | Féchain               |         | 50° 15′ 57″ nord, 3° 12′ 43″ est    | « PA00107522 » | inscrit    | 1987 | Polissoir de Féchain                  |
| Polissoir d'Ors                          | Nord              | Ors                   |         | 50° 07′ 39″ nord, 3° 36′ 26″ est    | « PA00107770 » | inscrit    | 1987 | Polissoir d'Ors                       |
| Polissoir de Penin                       | Pas-de-Calais     | Penin                 |         | 50° 19′ 44″ nord, 2° 28′ 57″ est    | « PA00108375 » | inscrit    | 1987 | Image manquante Téléverser            |
| Polissoir du Fond du Goulay              | Seine-et-Marne    | Noisy-sur-École       |         | 48° 22′ 16″ nord, 2° 27′ 15″ est    | « PA00087179 » | classé     | 1987 | Image manquante Téléverser            |
| Polissoirs de la Pierre aux Prêtres      | Seine-et-Marne    | Noisy-sur-École       |         | 48° 21′ 32″ nord, 2° 27′ 14″ est    | « PA00087180 » | classé     | 1987 | Image manquante Téléverser            |
| Polissoirs de la Forêt Noire             | Seine-et-Marne    | Paley                 |         | 48° 14′ 51″ nord, 2° 51′ 53″ est    | « PA00087189 » | classé     | 1987 | Image manquante Téléverser            |
| Polissoir de la Roche au Diable          | Seine-et-Marne    | Paley                 |         | 48° 14′ 55″ nord, 2° 50′ 48″ est    | « PA00087190 » | classé     | 1987 | Image manquante Téléverser            |
| Polissoirs du Gué de Beaumoulin          | Seine-et-Marne    | Souppes-sur-Loing     |         | 48° 11′ 49″ nord, 2° 43′ 15″ est    | « PA00087291 » | classé     | 1987 | Polissoirs du Gué de Beaumoulin       |
| Grès de Saint-Martin                     | Somme             | Assevillers           |         | 49° 53′ 49″ nord, 2° 50′ 06″ est    | « PA00116082 » | classé     | 1987 | Image manquante Téléverser            |
| Polissoir de la Tour du Lay              | Val-d'Oise        | Nesles-la-Vallée      |         | 49° 08′ 55″ nord, 2° 11′ 32″ est    | « PA00080141 » | classé     | 1976 | Image manquante Téléverser            |
| Polissoir de la Vésinière                | Vendée            | Cheffois              |         | 46° 40′ 48″ nord, 0° 46′ 35″ ouest  | « PA00110078 » | classé     | 1987 | Image manquante Téléverser            |
| Polissoirs de Pouzauges                  | Vendée            | Pouzauges             |         | 46° 47′ 55″ nord, 0° 49′ 42″ ouest  | « PA00110205 » | classé     | 1987 | Image manquante Téléverser            |
| Menhir-polissoir de Souhé                | Vienne            | Naintré               |         | 46° 46′ 02″ nord, 0° 30′ 12″ est    | « PA00105793 » | inscrit    | 1987 | Menhir-polissoir de Souhé             |
| Polissoir à Beauregard                   | Vienne            | Orches                |         | 46° 53′ 22″ nord, 0° 20′ 35″ est    | « PA00105570 » | classé     | 1987 | Image manquante Téléverser            |
| Polissoir de Lancy                       | Yonne             | Courgenay             |         | 48° 18′ 00″ nord, 3° 29′ 56″ est    | « PA00113658 » | classé     | 1987 | Image manquante Téléverser            |
| Polissoir des Roches                     | Yonne             | Courgenay             |         | 48° 16′ 50″ nord, 3° 34′ 09″ est    | « PA00113659 » | classé     | 1987 | Image manquante Téléverser            |
| Polissoir du Sauvageon                   | Yonne             | Courgenay             |         | 48° 17′ 12″ nord, 3° 31′ 04″ est    | « PA00113660 » | classé     | 1987 | Image manquante Téléverser            |
| Polissoirs de la Pierre à l'eau          | Yonne             | Lailly                |         | 48° 16′ 51″ nord, 3° 30′ 13″ est    | « PA00113722 » | classé     | 1987 | Image manquante Téléverser            |
| Polissoir des Fainéants                  | Yonne             | Noé                   |         | 48° 08′ 55″ nord, 3° 23′ 02″ est    | « PA00113760 » | classé     | 1987 | Polissoir des Fainéants               |